# Кернтнерштрассе

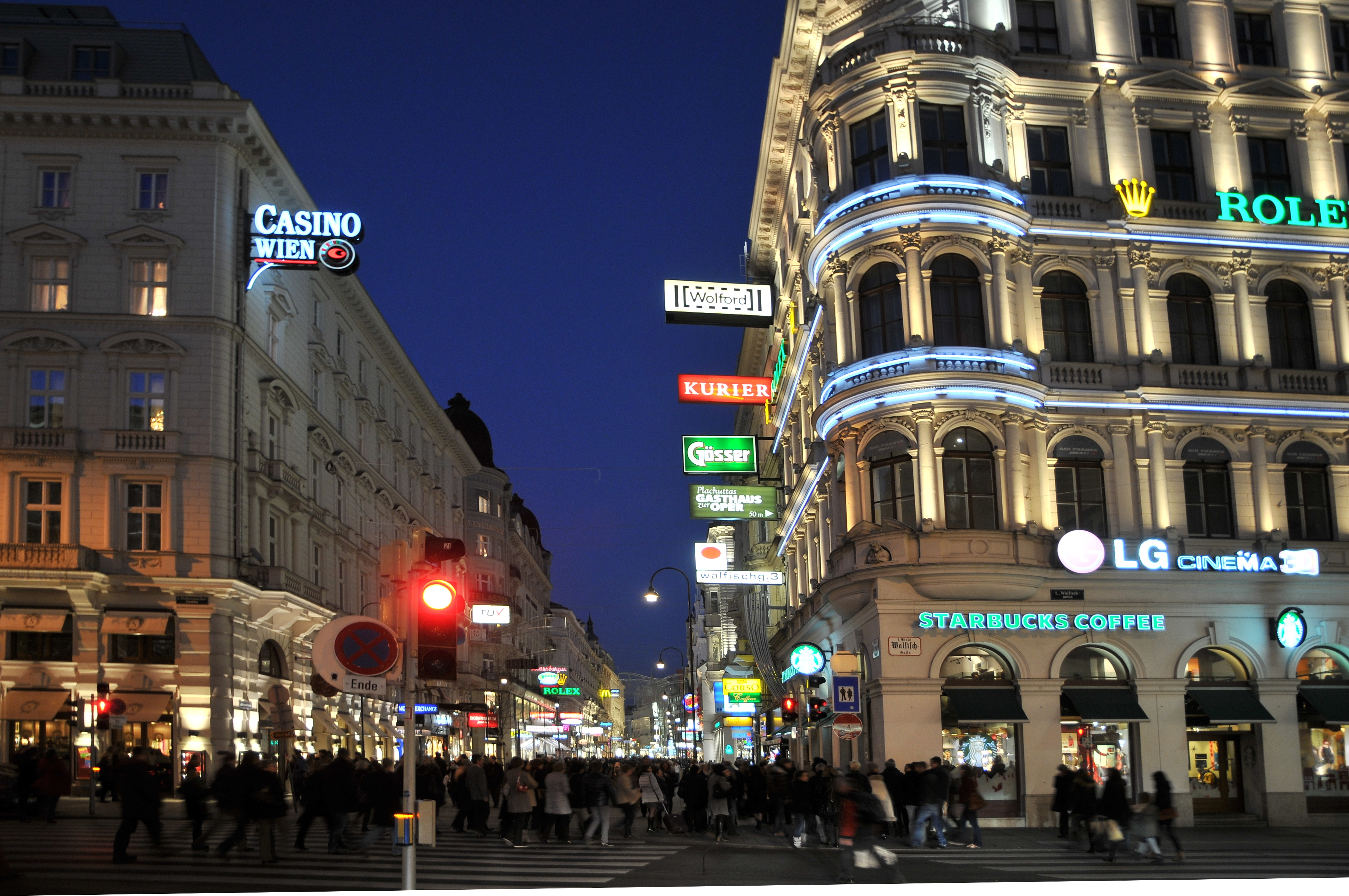
Кернтнерштрассе вночі

Кернтнерштрассе (англ. Carinthian Street) є найвідомішою торговою вулицею в центрі Відня. Вона проходить від Штефенсплац до Віденської державної опери на Карлсплац на Рінгштрассе. Перша згадка про Кернтнерштрассе датується 1257 роком як Strata Carintianorum, що свідчить про її важливість як торгового шляху до південної провінції Каринтії.